# 跨火
跨火，又稱跨火盆、過火盆、邁火盆、過火爐、跨火薰、过火海、過火群、檻火盆、過火，是一種跨過火堆以袪去穢氣、趨吉避凶的民俗，常見於除夕、婚禮，在喪禮、掃墓等關於死人的儀式之後也常會以跨火驅邪，在出獄或被告在訴訟中勝出後也常會跨火除穢。人們相信火有袪除穢氣、邪靈的功能，火燃燒也有越燒越旺的美好寓意。

## 由來
跨火的由來已不可考，而據考古發現，婚禮中的跨火可追溯至舊石器時代後期、父系社會的初期，象徵新娘從娘家火塘跨越到夫家火塘。而喪葬中的跨火大概也始於同時期，用以驅除厄運和晦氣。有明文記載則始於漢代，相傳新娘入夫家門時有「三煞」傷害新娘，分別是青羊、烏雞、青牛，於是以置草於門閫內餵青羊，撒穀豆餵烏雞，焚草餵青牛。而婚禮新娘跨火之俗也見於日本，《隋書》有記載當時倭人婚禮「婦入夫家必先跨火」。
中國傳統婚禮中的跨火儀式又和桃花女鬥周公的傳說相關，周公为杀害新娘桃花女设下的七煞之六为入门煞，桃花女则以下轿后，踩瓦片與跨火盆的方式，驱走此煞星，成功化解入门煞，破解七煞之六。此婚俗另一来源为女方化解新郎破月之忌讳。中国民间信仰认为每个生肖在每年都有几个相对应的月份为破月，男子若在破月出生将会克妻子娘家，特别是岳母，所以有「男人破月破妻门，破得岳母头发昏」之说。新娘父母于订婚时完全可以依新郎之八字知道新郎会因破月出生克新娘的娘家，而拒绝这门婚事，所以婚姻决定权在女方。但若新郎与新娘相配，家境也好，新娘父母大多不会只为新郎是破月出生而牺牲女儿的幸福而拒绝这门婚事，所以责任在女方，因此新娘必须负责起化解新郎因破月出生克新娘的娘家的义务。而化解方法就跨火盆。

## 婚禮中的過火盆

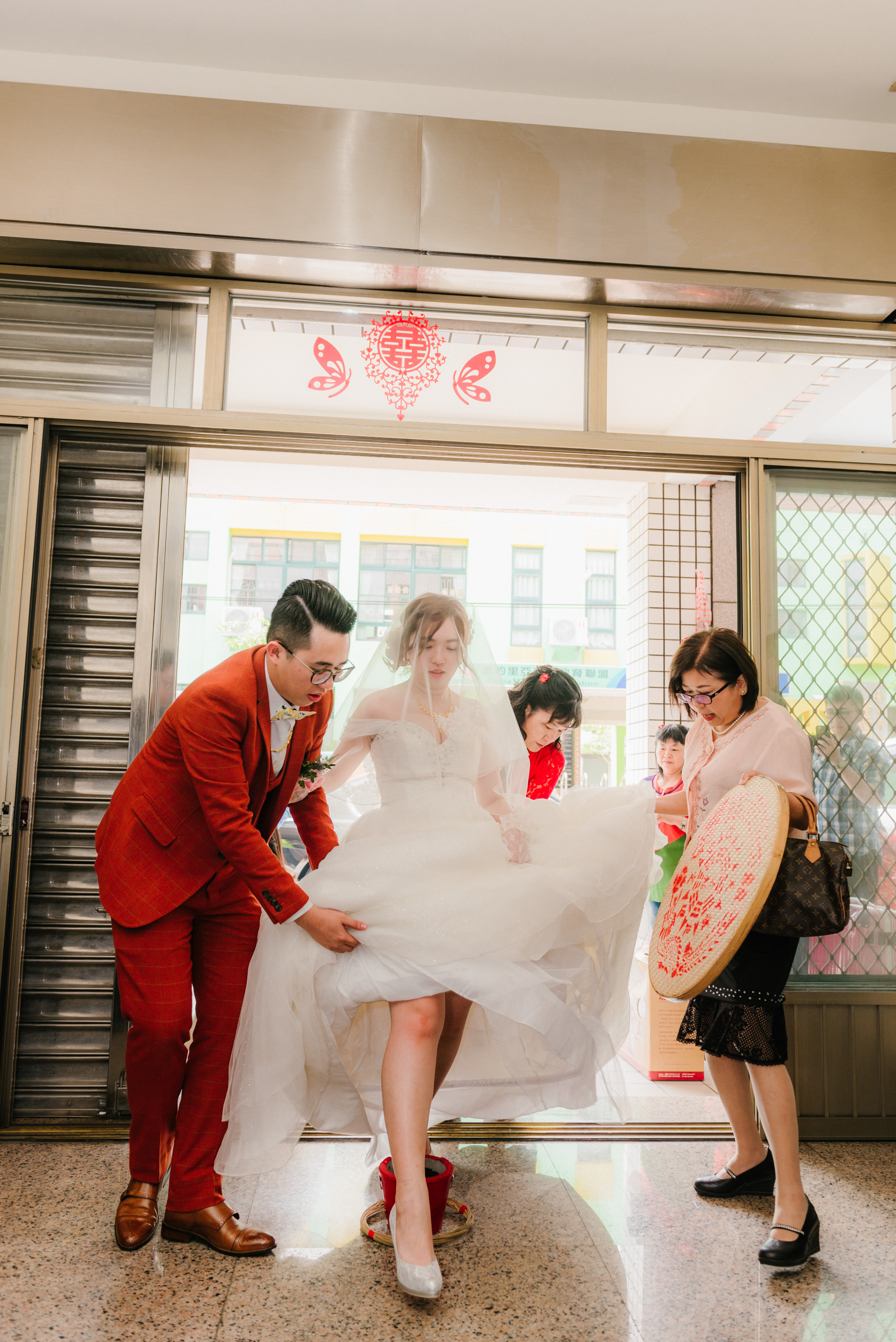
婚禮中的過火盆

具体做法是新郎家于大厅前置火盆（烘炉），内燃木炭（或用檀香、茉草），当火势正旺时，新娘跨过火炉，俗称过火。过火盆在民间已演化成寓意去邪和象征以后的生活旺盛红火，不管新郎是否破月出生都会行此礼。依大部分地区的婚俗礼仪，跨火盆时须同时赞礼吟吉语，例如：“张灯结彩锣鼓起，喜娘报喜好运连。迈过火盆升宏运，日子红火缔良缘。”